# Второй язык
Второ́й язы́к — любой язык, который был усвоен после первого (или родного языка). О втором языке обычно говорят в контексте билингвизма, поэтому вторым языком может быть язык, как освоенный одновременно с первым (основным) языком, так и другой, в дальнейшем усвоенный индивидом естественным путём в процессе социализации или в двуязычном окружении, реже вторым языком может стать изученный и усвоенный иностранный язык. В дальнейшем второй язык может остаться функционально вторым языком, который билингв использует с меньшей, чем первый, интенсивностью, так и стать функционально первым языком.
Процессы усвоения второго языка являются предметом изучения прикладной лингвистики, выделяясь в англоязычных странах в отдельную дисциплину — Second-language acquisition.